# 烏帕河
烏帕河是俄羅斯的河流，位於圖拉州，屬於奧卡河的右支流，河道全長345公里，流域面域9,510平方公里，河流從11月至4月結冰，3月底至5月初氾濫，河畔城鎮有蘇維埃茨克和圖拉。